# 立春角蟾
立春角蟾（学名：Boulenophrys lichun）是角蟾科布角蟾属的一个两栖动物物种，2024年由广东环境保护工程职业学院生物多样性研究团队在中华人民共和国福建省宁德市发现。

## 发现与命名
立春角蟾的类型系列发现于福建省宁德市蕉城区的南漈山，对该物种进行分子系统发育学分析及形态学比较后，2024年10月18日，林石狮等广东环境保护工程职业学院生物多样性研究团队成员于国际动物分类学期刊《ZooKeys》上发表了这一新物种。因其繁殖行为与春季的开始密切相关，研究团队将其命名为“立春角蟾”，其种加词“lichun”取自中国传统二十四节气中的“立春”，寓意其繁殖期在每年2月，蛙声预示着春天来临。

## 描述、分布与习性
立春角蟾体型较小，整体呈黄褐色，成年雄性的吻肛长为33.5—37.0毫米，成年雌性体长为47.1毫米；吻部显著隆起，吻端圆钝，吻棱明显，上眼睑有一个小的角状突起，舌头远端呈凹形，拥有犁骨齿；背部皮肤粗糙并呈颗粒状，背中央有明显的“X”形突起，趾间没有蹼，后肢较长，胫跗关节可触及肩部至眼睛后角。
立春角蟾主要活动于福建省东部沿海丘陵山地区域，海拔约150—510米的山地溪流、森林地面和枯叶层中，其已知分布范围仅限于南漈山及周边地区。立春角蟾的繁殖期在每年2月至5月，雄性会在岩石缝隙中发出求偶的叫声。雄性的立春角蟾在繁殖期时，第一和第二趾基部有密集的婚刺。